# Famag
Famag is een Duits historisch merk van motorfietsen.
De bedrijfsnaam was: Famag mbH Abt: Motorradbau, Schweinfurt.
In 1923 ontstonden in Duitsland honderden motorfietsmerken. De tijd leek daar ook goed voor: na de Eerste Wereldoorlog ontstond er een grote behoefte aan goedkope vervoermiddelen. De meeste merken kochten goedkope tweetakt-inbouwmotoren van grotere merken, maar Famag deed dat niet. Het ontwikkelde zelf goede 420cc-zijklepmotoren en zelfs een 197cc-kopklepmotor met riemaandrijving. Dat maakte de machines duurder dan die van de concurrentie en toen in 1925 ruim 150 van deze merken de poort moesten sluiten was Famag daar ook bij.